# 博比·摩尔
羅拔·費特歷·修爾斯·"波比"·摩亞，OBE（1941年4月12日—1993年2月24日），在香港效力東方期間譯作卜比·摩亞，英格蘭足球運動員，司職後衛，擔任韋斯咸的隊長超過10年，亦是英格蘭國家隊贏得1966年世界盃的隊長。
波比·摩亞曾代表英格蘭上陣108場，他於1973年退出國際賽舞台時，是當時國家隊代表次數最多的紀錄，其後才被擔任門將的彼德·希尔顿以125場打破；而其作為非門將的上陣紀錄，亦於2009年3月28日當大卫·贝克汉姆取得第109頂喼帽時遭打破。
波比·摩亞是一名具組織能力的中路守將，以閱讀球賽及預計敵方攻勢而聞名，有別於一般硬朗及擅頂頭球的傳統英式後衛。雖然他有良好制空能力及快速的步伐，但他的閱讀球賽、領導球隊的能力及適時的攔截，使他成為世界級的球員。球王比利稱讚波比·摩亞是他碰過最公正的球員。

## 生平

### 足球事業

#### 早年時期
波比·摩亞小學時協助就讀的「巴金小學」（Barking Primary School）兩奪「克里斯普盾」（Crisp Shield），第二次且擔當校隊的隊長。小學畢業後波比·摩亞原希望與其他朋友一同升讀「東南埃塞克斯工業學校」（South East Essex Technical School），但結果被派到莱顿（Leyton）的「湯姆·胡德學校」（Tom Hood School），由於學校離家很遠，他每天需要過著早出晚歸的生活。他曾為「伍德福特青年會」（Woodford Youth Club）參賽，同時代表莱顿參加不同年齡組別的地區競賽，惟當時只是一名平平無奇的球員，當大部分同齡球員紛紛被職業球會羅致，波比·摩亞認定自己沒有機會被相中，打算畢業後擔任製圖員（draughtsman）。
波比·摩亞其後獲介紹加入韋斯咸接受足球訓練，1956年8月年僅16歲的波比·摩亞以業餘球員身份加盟韋斯咸，同時在球會兼職擔任球場工人（groundstaff），週薪7英鎊。其時球隊由一兩名一隊球員如诺埃尔·坎特维尔（Noel Cantwell）或马尔科姆·艾利森（Malcolm Allison）負責訓練青年球員工作，波比·摩亞獲得艾利森的悉心教導，球技突飛猛進，更獲選加入英格蘭青年隊（England Youth）。年滿17歲的波比·摩亞於1958年6月動筆簽署首份職業合約，週薪是當時最高限額的12英鎊，同年9月8日首次代表一隊上陣出戰曼聯，他獲發背號「6」的球衣，取代上季患上肺癆的恩師艾利森。
波比·摩亞亦有玩板球，曾與韋斯咸隊友吉奧夫·赫斯特一同效力埃塞克斯郡青年隊。

#### 巨星初現
1960年11月2日波比·摩亞首度代表英格蘭U23。1962年4月20日獲韋斯咸委派擔任隊長出戰卡迪夫城。他在球隊出色的表現獲得（Walter Winterbottom）及英格蘭足球總會輪選委員會賞識，補選加入為於智利舉行的世界盃決賽週的熱身賽名單中，當他與英格蘭大軍飛赴南美洲時，他從未代表國家隊上陣。5月20日在利馬友賽對秘魯首次上陣，結果大勝4-0。同日處子登場還有來自熱刺的後衛莫里斯·诺曼（Maurice Norman），兩人的比表現得到確認，獲准隨隊參加世界盃，結果英格蘭在比尼亚德尔马舉行的半準決賽負於最終冠軍巴西被淘汰出局。
1963年5月29日年僅22歲受第12次代表英格蘭上陣的波比·摩亞，在前任隊長约翰尼·海恩斯（Johnny Haynes）退出國家隊，而其繼任人占美·岩菲路因傷缺陣下，帶上隊長臂章出戰捷克斯洛伐克，是英格蘭歷來最年輕的隊長，結果以4-2取得勝利。雖然占美·岩菲路其後取回隊長臂章，但於1964年當新領隊阿尔夫·拉姆西（Alf Ramsey）上任後，在英格蘭未能晉級首次參賽的欧洲足球锦标赛決賽週後，安排連場的友誼賽正式任命波比·摩亞為國家隊隊長。
1964年是波比·摩亞人生一個精彩年頭，除取得國家隊隊長外，更在溫布萊球場舉行的英格蘭足總盃決賽帶領韋斯咸以3-2擊敗普雷斯頓贏得錦標。在個人的層面，他亦成功克服睾丸癌及獲選為英格蘭FWA足球先生。
這場足總盃勝利是他生涯中三場溫布萊決賽的首場勝仗。翌年獲得參賽歐洲盃賽冠軍盃資格，韋斯咸先後淘汰根特、布拉格斯巴達、洛桑（FC Lausanne-Sports）及皇家薩拉戈薩晉級決賽，1965年5月19日在溫布萊以2-0擊敗1860慕尼黑，取得首項歐洲錦標。至此波比·摩亞已是英格蘭的當然隊長及30次代表上陣，而領隊藍西正為他預言可以在本土舉行的世界盃奪標而打造一支冠軍球隊。
1966年於波比·摩亞有一個悲喜交集的開端，他在對波蘭射入首個國際賽入球賽和1-1；其後帶領韋斯咸晉級英格蘭聯賽盃決賽對西布朗，是最後一屆採用主客兩回合累計的賽制，韋斯咸首回合主場2-1僅勝，波比·摩亞射入1球；但次回合作客1-4落敗，累計3-5屈居亞席；在世界盃舉行兩星期前，波比·摩亞在友誼賽對挪威射入個人第二個，亦是最後一個國際賽入球。

#### 世盃勝利
在波比·摩亞取得生涯歷來最大成就之前，於1966年年初有傳他希望離開韋斯咸轉投熱刺，即將於6月30日約滿的波比·摩亞拒絕續約，按當時的世界盃賽例，沒有簽約球會的球員不容許參賽。暴跳如雷的藍西隨即傳召時任韋斯咸領隊罗恩·格林伍德（Ron Greenwood）到國家隊駐紮的「亨顿庄园酒店」（Hendon Hall），要求兩人即時解決問題，波比·摩亞惟有乖乖動筆續約。
波比·摩亞是贏得錦標英格蘭隊中的領袖，同時成功建立自己作為一名偉大球員、球場紳士及運動偶像。主辦國英格蘭全部賽事均在溫布萊進行，7月11日揭幕戰僅能悶和烏拉圭0-0；幸而接著以同樣比數2-0分別擊敗墨西哥及法國，分組賽順利首名出線淘汰賽階段，由波比·摩亞領導的防線保持清白。7月23日半準決賽惡戰阿根廷，上半場僅35分鐘阿根廷隊長安东尼奥·拉丁（Antonio Rattín）被德籍球證以口出污言驅逐離場，拉丁拒絕離開，而整隊球員圍堵球證理論，最終需要勞駕國際足協人員從看台落球場才成功說服拉丁離場，而英格蘭亦憑吉奧夫·赫斯特一箭定江山，1-0取勝晉級準決賽；由尤西比奧帶領的葡萄牙成為英格蘭晉級決賽的攔路虎，但憑藉博比·查尔顿梅開二度，葡萄牙最後才由尤西比奧以十二碼打破光蛋，英格蘭直到這時才失第一球，而決賽對手是早一天擊敗蘇聯的西德。

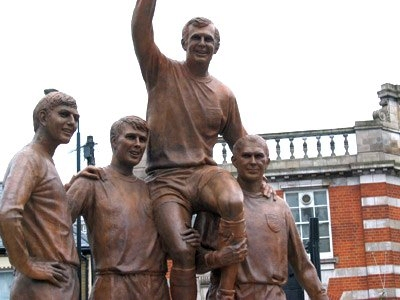
在烏普頓公園球場外的世界盃英雄銅像－由左至右，哥富·靴斯、馬田·彼得斯、波比·摩亞（抬高）及雷·威爾遜

按靴斯的自傳稱，英格蘭右閘（George Cohen）偷聽到藍西與其教練團的談話，提到在決賽可能棄用波比·摩亞，起用打法硬朗的諾曼·亨特（Norman Hunter）取代其席位，這是一個匪疑所思的構想，在賽事中波比·摩亞表現不差，亦沒有受到賽前合約風波的影響，惟一合理的解釋是西德隊擁有多名快速的前鋒，恐防腳步稍慢的波比·摩亞未能應付，而只曾為國家隊上陣4場的諾曼·亨特與他同齡，是與他一同鎮守中路的在列斯聯的拍檔，但最終藍西仍然保留其隊長於決賽陣中。
1966年7月30日決賽舉行，開賽後12分鐘西德由先拔頭籌；但波比·摩亞的機智使英格蘭迅速扳平，僅7分鐘後他在前半場被（Wolfgang Overath）侵犯獲得一個罰球，他沒有抱怨或如一般守將返防交由中前場球員處理罰球，如同在韋斯咸的訓練，隨即一腳傳交禁區內的同隊隊友靴斯順腳射入。
另一名韋斯咸隊友馬丁·皮特斯（Martin Peters）在下半場77分鐘近射破網反超前2-1；但在完場一刻西德由（Wolfgang Weber）射入追平2-2完場，雖然波比·摩亞投訴韋伯射入前另一名西德球員（Karl-Heinz Schnellinger）曾犯手球，但球證判入球有效，賽事進入加時。
藍西認定西德已經筋疲力竭，當赫斯特射入充滿爭議的第三球再超前3-2後，球賽大局已定。在加時完場前西德盡最後一分努力希望再次扳平，全隊上前圍攻英格蘭，波比·摩亞在己方禁區邊緣取得皮球，隊友們高叫大腳踢走，但他不慌不忙，準確傳交40碼外的靴斯腳下，靴斯稍為帶前，一心大腳踢到龍門後的看台上消耗剩餘時間，但皮球卻應聲從上角進入網窩，完成個人帽子戲法，亦是至今唯一一位在世界盃決賽射入三球的球員，不用中場開球球證已鳴笛完場，英格蘭以4-2在本土首奪世界盃。
當日一直留傳至今的無數影像，人們仍然清楚記得波比·摩亞將雙手在球衣上擦去汗水及泥污，才與英女王握手及接過雷米金盃。

#### 國民偶像
隨著英格蘭取得的成就，波比·摩亞亦成為國民偶像，在翌季韋斯咸的本土賽事，他與其他兩名世界盃功臣隊友帶同世界盃在對賽球隊球場展覽。1966年年尾他獲頒BBC年度體壇風雲人物，是首位獲獎的足球員，直到24年後才有保罗·加斯科因再獲此榮譽。波比·摩亞同時在元旦授勳名單中獲頒官佐勳章（OBE）。波比·摩亞的形象及流行度促使他進軍不同商業範疇，包括在韋斯咸主場烏普頓公園旁開設運動用品店；他更與妻子天娜（Tina）聯同馬田·彼得斯夫婦一同拍攝電視廣告，推廣酒吧行業。
波比·摩亞繼續為韋斯咸及英格蘭參賽，於1966年11月16日在英國本土四角錦標賽兼歐國盃外圍賽對威爾斯第五十次代表國家隊上陣；英格蘭晉級只有4隊參賽的歐國盃決賽週，在佛羅倫斯0-1負於南斯拉夫後，於季軍戰2-0擊敗蘇聯取得至今最佳的第三位成績。
英格蘭作為衛冕世界盃冠軍而無需參加外圍賽直入來屆世界盃決賽週，身為隊長的波比·摩亞理所當然成為藍西參賽名單的首個名字，他於第78次代表國家隊上陣0-0賽和蘇格蘭後，隨隊飛赴南美洲作短暫高原適應期，與哥倫比亞及厄瓜多爾進行兩場熱身賽後，才抵達主辦國墨西哥。
英國朋克搖滾樂隊「商業」（The Business）灌錄一首名為《Viva 波比·摩亞》（"Viva Bobby Moore"）的歌曲向他致敬。

#### 衛冕失敗
1970年對波比·摩亞而言可說是苦樂參半，他再次以隊長身份帶領國家隊出戰1970年世界盃，但在備戰時遭到障礙，當英格蘭在哥倫比亞波哥大進行熱身賽時，他被指意圖在一間珠寶店盜竊一條項鍊。一名年青的店員指證波比·摩亞在酒店的商店取走項鍊而沒有付款。當日波比·摩亞確實有進入商店，他是與博比·查尔顿一起找尋合適的禮物送給查尔顿的妻子諾瑪（Norma），指控查無實據。波比·摩亞被捕後再獲釋，他隨隊出發到基多進行次場對厄瓜多爾的熱身賽，波比·摩亞有上陣並協助球隊以2-0取得勝仗，為他取得第80頂國際賽喼帽。當大軍前赴墨西哥前航機停留哥倫比亞再轉飛，波比·摩亞被當局扣留，並軟禁4天，外交壓力加上證據不足，最終撤銷控罪，無辜的波比·摩亞隨即趕赴墨西哥歸隊備戰世界盃。
波比·摩亞將賽前的壓力與不快拋諸腦後，專注擔任英格蘭領導者的角色，全力協助球隊在分組賽出線。英格蘭首仗憑靴斯一箭定江山，1-0擊敗羅馬尼亞，敲嚮勝鼓；次仗迎戰大熱門巴西，波比·摩亞一次教材式清脆攔截，至今仍經常在電視重播，但仍然以0-1僅負，賽後波比·摩亞與比利交換球衣，這件球衣在「Priory Collection」網路虛擬實境博物館中展出；英格蘭分組賽最後一仗由射入，1-0小勝捷克斯洛伐克，緊隨巴西以小組次名出線淘汰賽階段。
1970年6月14日舉行的八強淘汰賽可謂冤家路窄，對手正是四年前的腳下敗將西德，首席門將戈登·班克斯賽前因食物中毒而缺陣，由年青的（Peter Bonetti）瓜代上陣，在高原酷熱氣溫下，英格蘭領先2-0，西德由碧根鮑華於68分鐘追回一球，這時藍西令人費解地將破紀錄第106次代表國家隊上陣的博比·查尔顿換離場，（Uwe Seeler）其後扳平將比賽帶到加時，與四年的角色對換，今天筋疲力盡的是一班英格蘭球員，西德一鼓作氣，加時由盖德·穆勒奠定勝局，波比·摩亞帶領的英格蘭宣佈衛冕失敗。

#### 頂峰末年
1970年8月10日波比·摩亞收到匿名恐嚇信，計畫綁架其妻兒，並要求1萬英鎊贖金，波比·摩亞取消兩場對布里斯托城及般尼茅夫的季前熱身賽，報警後獲派持械警員24小時駐守在其家達兩星期。效力韋斯咸超過10年後，波比·摩亞獲球隊安排在11月16日舉行紀念赛（testimonial match），對手為些路迪，雙方3-3和局終場，入場支持觀眾達2萬4,000多人。
雖然波比·摩亞在球場上是一名具備完美形象影響力的偶像，但個人卻不無缺失和爭議，尤其愛好杯中物，經常因此而出事。1971年1月7日他聯同3名韋斯咸隊友、白賴仁·迪亞（Brian Dear）及克萊德·貝斯（Clyde Best）於英格蘭足總盃第三圈對黑池前夕通宵達旦在黑潭的酒吧飲酒，該酒吧東主是波比·摩亞的朋友西洋拳手白賴仁·倫敦（Brian London），結果韋斯咸以0-4大敗給當時位列榜末更於季後降班的黑池出局，4人被領隊朗·格連活重罰一星期薪金。諷刺地波比·摩亞擔任嘉賓的電視節目《這是你的人生》（This is your life）剛巧在早一晚播出。其實波比·摩亞經常在賽後到市內消遣，惟翌晨在球員休息日返回韋斯咸加操以消耗早一晚吸收的酒精。
1973年2月17日波比·摩亞以509場成為韋斯咸歷年來上陣次數最多的球員，而3天前在情人节他第100場代表國家隊上陣，在咸普頓公園球場以5-0大破蘇格蘭。當時1966年世界盃冠軍功臣只餘他與馬田·彼得斯及阿倫·波爾仍然在陣，其餘各人，部分比波比·摩亞更年輕，不是已經退役，便是遭藍西棄用。同年6月6日作客霍茹夫對波蘭的1974年世界盃外圍賽，只有3隊角逐1個出線席位，另一隊是實力較次的威爾斯，每一場均同樣重要，但波比·摩亞卻先將對方一個罰球改變方向撞入己隊網窩落後一球；繼而失去控球被搶得射入成2-0完場，被對手完全暴露年華老去的事實。波比·摩亞狀態低迷，藍西於主場溫布萊對波蘭許勝不許和更不可敗的賽事惟有棄用他，波比·摩亞問藍西是否代表其國家隊生涯經已終結，藍西回答：「當然不，我需要你在明年世界盃為我擔任隊長。」這願望沒有機會實現，英格蘭只能與波蘭賽和1-1，將參賽資格雙手奉送給對手，亦標誌著藍西執掌英格蘭年代告終，他在6個月後被解僱。
1973年11月14日波比·摩亞在下一場對義大利僅負0-1的友誼賽第108次及最後一次代表國家隊上陣，使他成為英格蘭歷來上陣最多的球員，比博比·查尔顿的舊紀錄多兩次，同時亦追平比利·胡禮的90次擔任隊長紀錄。彼德·希尔顿及大卫·贝克汉姆及後打破其上陣紀錄，但其併列隊長的紀錄至今仍然保持。

#### 餘暉歲月
1973年1月5日波比·摩亞為韋斯咸一隊最後一次上陣，在英格蘭足總盃對赫里福特聯，他在賽事中受傷。康復後他只曾為預備隊上陣，3月9日為預備隊對普利茅夫是最後一次披上韋斯咸球衣作賽。在效力韋斯咸15年後，他獲准離隊，當時是球隊上陣最多（642場）及國家隊上陣最多（108場）的紀錄保持者。
波比·摩亞以2萬5,000英鎊加盟另一家處於乙組聯賽的倫敦球會富咸，在他加盟首季，富咸曾在英格蘭聯賽盃淘汰韋斯咸；其後晉級英格蘭足總盃決賽，湊巧地，對手再次是波比·摩亞的母會韋斯咸，這次以0-2落敗屈居亞軍，是他最後一次以職業球員身份亮相溫布萊。
摩爾1977年5月14日在英格蘭替富勒姆隊打最後一場的職業比賽，對手是布萊克本流浪者。他曾在北美足球聯盟（North American Soccer League）的兩隊比賽，1976年替聖安東尼奧（San Antonio Thunder）（24場，1次射門得分），1978年西雅圖海灣人（Seattle Sounders）（7場）。在1976年間，他在美國隊對抗義大利、巴西以及加利·法蘭西斯領軍的英國隊的國際賽事裡是最後一次出場國際比賽。

### 退役以後
摩爾於1978年自職業球隊退休，並在香港的東方足球隊、牛津市足球俱樂部（Oxford City）和紹森德足球俱樂部待過一段相對不太成功的短暫時間。
1982年7月香港甲組球隊東方落實邀請波比·摩亞接替上山加盟南華的黃興桂擔任教練之職，為期三年，並會帶同隊友馬丁·皮特斯（Martin Peters）聯袂效力。8月15日波比·摩亞與新聘中鋒薛拔抵港安排前赴日本進行季前集訓，並透露其早於19歲已獲取初級教練文憑，退役後在北美主持足球訓練課程，並為牛津城擔任推廣工作，東方是其首支執教的球隊。並稱在去季為東方客串上陣後，獲班主林建名賞識，於觀看西班牙世界盃時應允加盟。但由於需要解決私人事務，需於同年11月才正式上任，期間由助教黃根旭及朱永強代理職務，據報其年薪達60萬港元以上。波比·摩亞帶隊首場在橫濱友賽古河電工，以0-2落敗。
最終他於10月27日抵港履新正式上任，其時東方在聯賽4戰3勝1負排於聯賽榜第4位，於10月30日首場領軍出戰荃灣，1-1平手完場。而由他安排引入的世界盃冠軍隊隊友阿倫·波爾亦於11月4日到港，其後兩場聯賽分別0-2負於精工及2-2賽和菱電，直到銀牌分組賽首場才以1-0擊敗菱電敲敲嚮勝鼓，但次仗則0-1不敵流浪，其後僅迫和東昇3-3，賽後林建名表示球隊表現差劣，需開會研究問題及對策，有傳高層對阿倫·波爾的表現不滿，在聯賽0-2負於愉園的同日宣佈與阿倫·波爾解約，林建名透露球隊需要增兵，並認為波比·摩亞經驗豐富，只是未適應香港的情況，加上助教沒有提供協助，要求教練、助教及球員加強溝通，再經數場比賽才決定需否更換教練。而波比·摩亞獲選為港聯的教練出戰法甲勁旅摩納哥，憑將士用命，以1-0力挫客軍。賽後波比·摩亞聯同東方副領隊陳炳祥返回英國班兵，於2月3日攜同唐辛士及高連尼（Terry Cochrane）返港，而另一名僅踢1場的韋斯咸借將摩根遲一天與陳炳祥一同到港，增兵出擊的東方憑高連尼一箭定江山，以1-0挫敗南華；接著再以3-1擊敗有鄧肯·麥堅時壓陣的菱電。3月16日東方高層經會議後，決定與波比·摩亞提前解約，執教不足5個月後黯然下台。季後四大皆空的東方主席林建名表示當初錯聘波比·摩亞執教鞭，由於他缺乏執教經驗，並沒有按球隊需要增聘合適球員，亦不了解華人球員心理。
波比·摩亞與首任妻子基絲汀娜·"天娜"·甸恩（Christina "Tina" Dean）在「伊爾福宮殿跳舞廳」（Ilford Palais dance hall）結識，當時她是英國保誠保險（Prudential Insurance）的文員，兩人於1962年6月30日結婚，育有一女諾貝達（Roberta）及一兒甸恩（Dean），其後於1986年1月6日離異。1991年12月4日波比·摩亞再婚，新娘為42歲的史提芬妮·柏蘭妮-摩亞（Stephanie Parlane-Moore）。

### 去世
1993年摩亞因患癌症告别人世，他的去世得到了來自足球界所有要人的哀悼，2003年韋斯咸俱乐部特别將摩亞和他的隊友在主場門前設立銅像。

## 遺愛人間

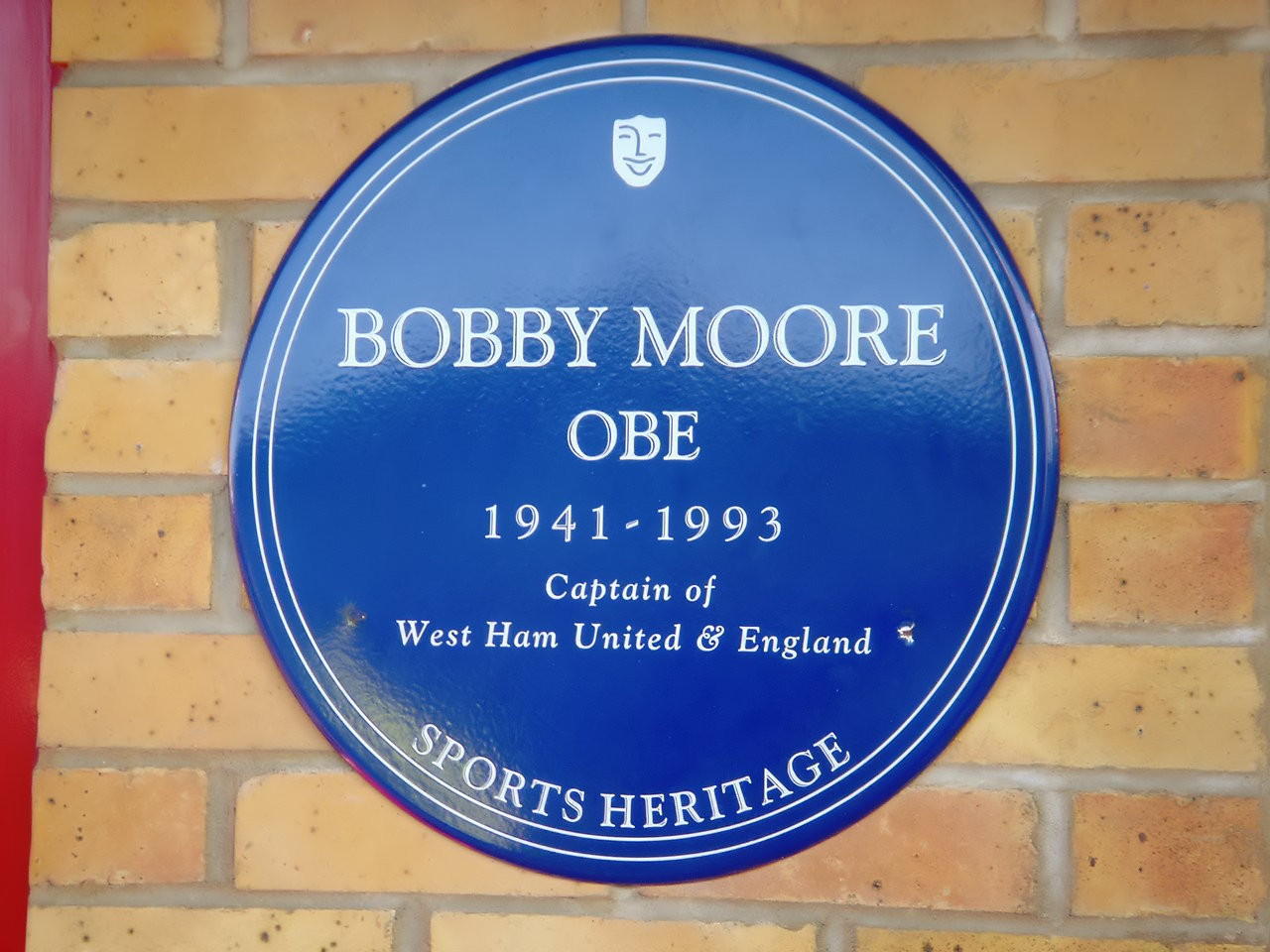
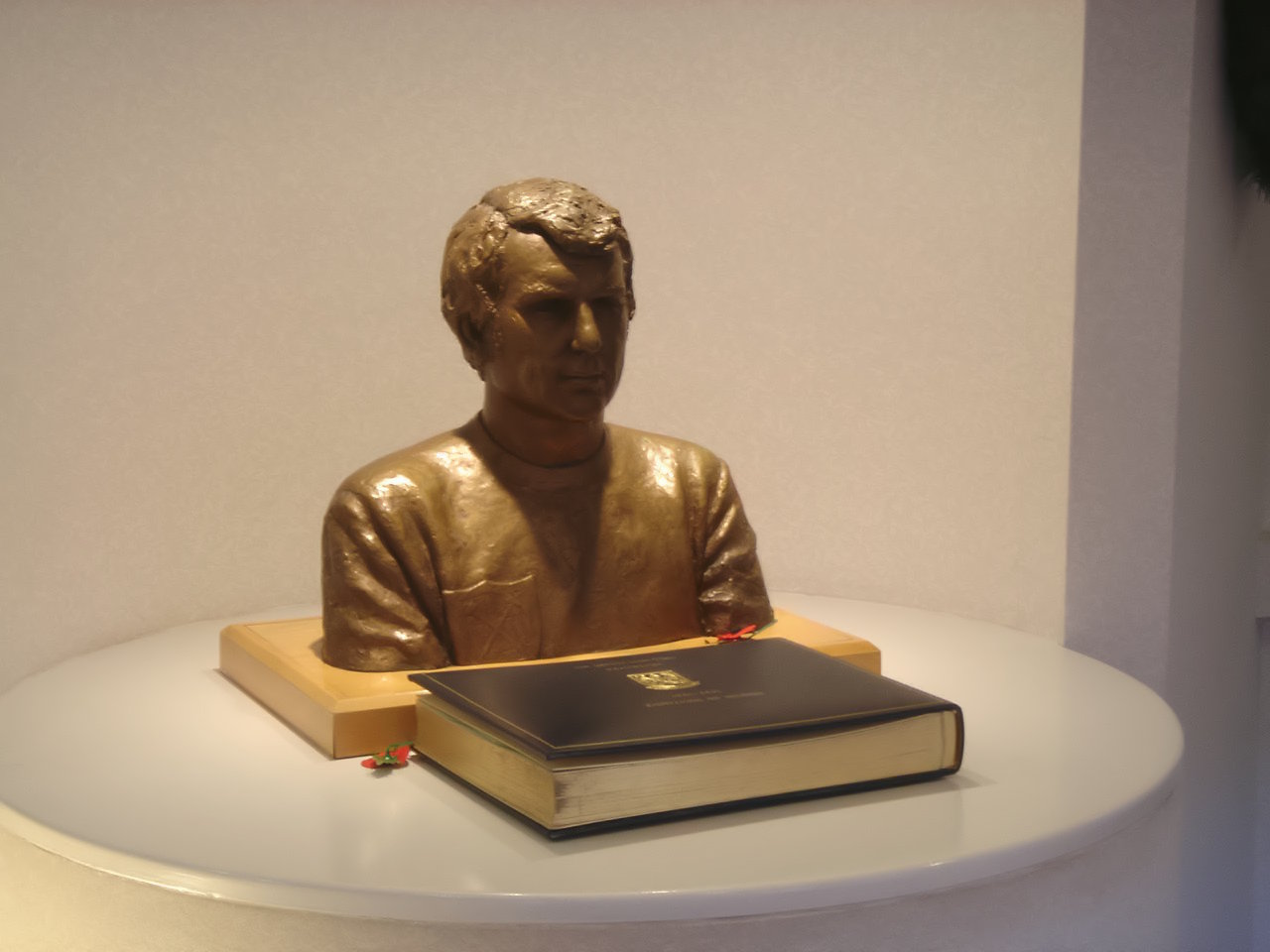
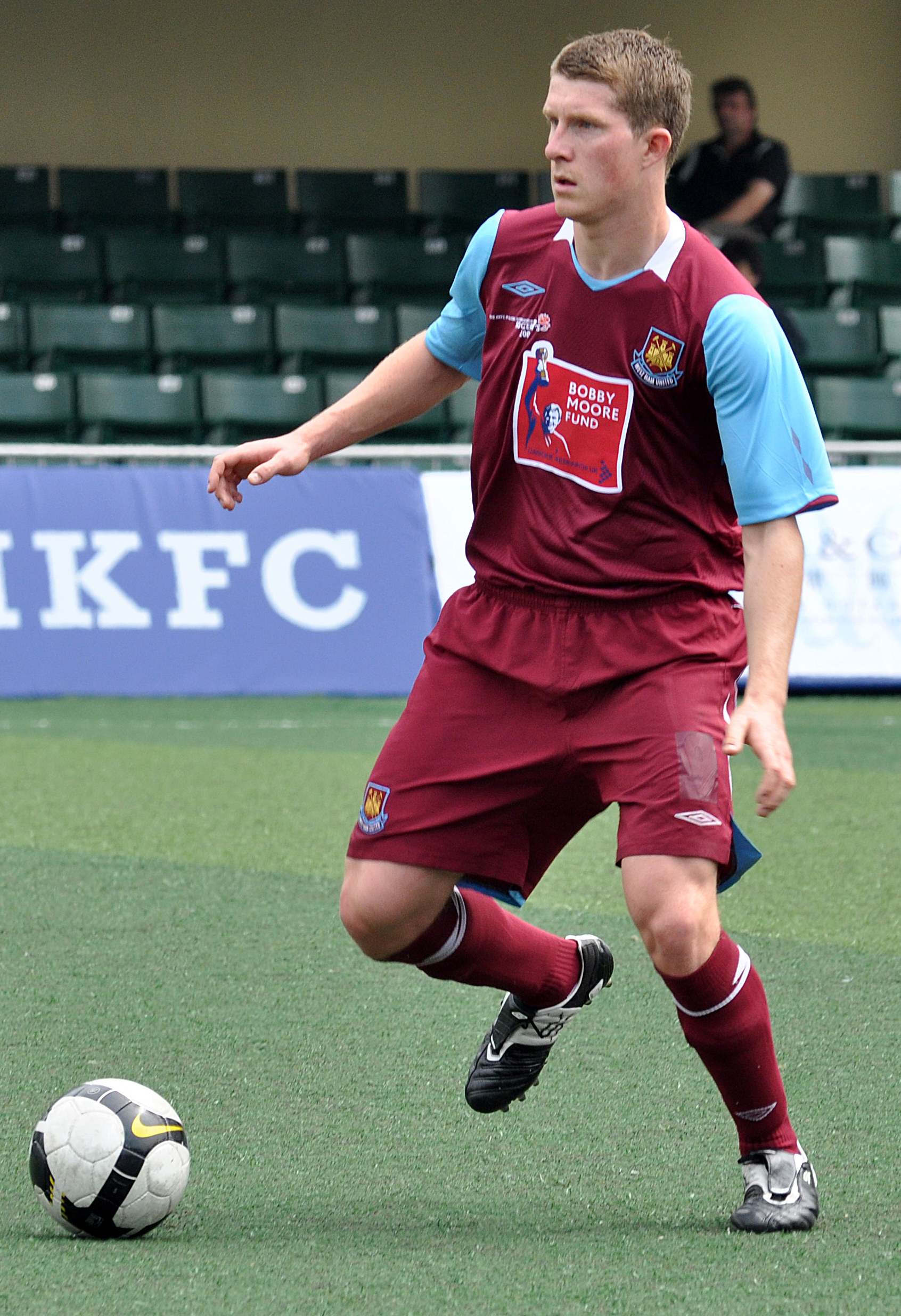
弗里穿上「波比·摩亞基金」贊助的韋斯咸球衣參賽

## 國際賽入球
英格蘭的入球及賽果在比數先行 
| # | 日期          | 場地                   | 對賽球隊 | 入球 | 賽果 | 競賽   |
| - | ------------- | ---------------------- | -------- | ---- | ---- | ------ |
| 1 | 1966年1月5日  | 利物浦，葛迪遜公園球場 | 波蘭     | 1-1  | 1-1  | 友誼賽 |
| 2 | 1966年6月29日 | 奧斯陸，於勒沃球場     | 挪威     | 4-1  | 6–1  | 友誼賽 |

## 榮譽

### 國家隊及球會
國家隊
- 世界盃冠軍：1966年；

韋斯咸
- 歐洲盃賽冠軍盃冠軍：1964/65年；
- 英格蘭足總盃冠軍：1964年；
- 英格蘭聯賽盃亞軍：1966年；

富咸
- 英格蘭足總盃亞軍：1975年；

### 個人
- 英格蘭FWA足球先生：1964年；
- 韋斯咸年度最佳球員：1960/61年、1962/63年、1967/68年、1969/70年；
- 1996年獲選BBC年度體壇風雲人物；
- 1967年獲頒官佐勳章（OBE）；
- 2002年獲選進入英格蘭足球名人堂；

## 參與電影
波比·摩亞曾客串演出1981年上映的《勝利大逃亡》（Escape to Victory），飾演特里·布拉迪（Terry Brady），影片由執導，主角包括及。

## 外部連結
- Hammers make Moore shirt gesture（页面存档备份，存于）
- Bobby Moore photos, biography & statistics at sporting-heroes.net（页面存档备份，存于）
- Bobby Moore Online（页面存档备份，存于）
- UEFA.com - Golden Player of England（页面存档备份，存于）
- The Bobby Moore Fund for Cancer Research UK Official Site（页面存档备份，存于）
- Becks v Bobby

| 體育角色                    | 體育角色                 | 體育角色        |
| --------------------------- | ------------------------ | --------------- |
| 前任： 约翰尼·海因斯        | 英格蘭隊長 1963-1973年   | 繼任：          |
| 前任： 毛罗·拉莫斯 （巴西） | 世界盃 冠軍隊隊長 1966年 | 繼任： （巴西） |